# Hydrovatus megalocerus
Hydrovatus megalocerus là một loài bọ cánh cứng trong họ Bọ nước. Loài này được Bilardo & Pederzani miêu tả khoa học năm 1978.